# Arntzenrustene
Die Arntzenrustene sind Nunatakker in der Heimefrontfjella des ostantarktischen Königin-Maud-Lands. Sie ragen am nordöstlichen Ende der Kottasberge auf.
Norwegische Wissenschaftler benannten sie nach Sven Arntzen (1897–1976), Staatsanwalt im Prozess gegen den norwegischen Nazikollaborateur Vidkun Quisling.